# 罗克兰库尔
罗克兰库尔（法語：Roclincourt，法語發音：[ʁɔklɛ̃kuʁ]）是法国上法蘭西大區加来海峡省的一个市镇，属于阿拉斯区。

## 地理
罗克兰库尔（50°19'32"N, 2°47'13"E）面积5.93 平方千米，位于法国上法蘭西大區加来海峡省，该省份为法国北部沿海省份，西北濒北海，南至索姆省，东临北部省。
与罗克兰库尔接壤的市镇（或旧市镇、城区）包括：泰吕、巴约勒锡尔贝图、埃屈里、讷维尔圣瓦、圣卡特琳、圣洛朗-布朗日、圣尼古拉。

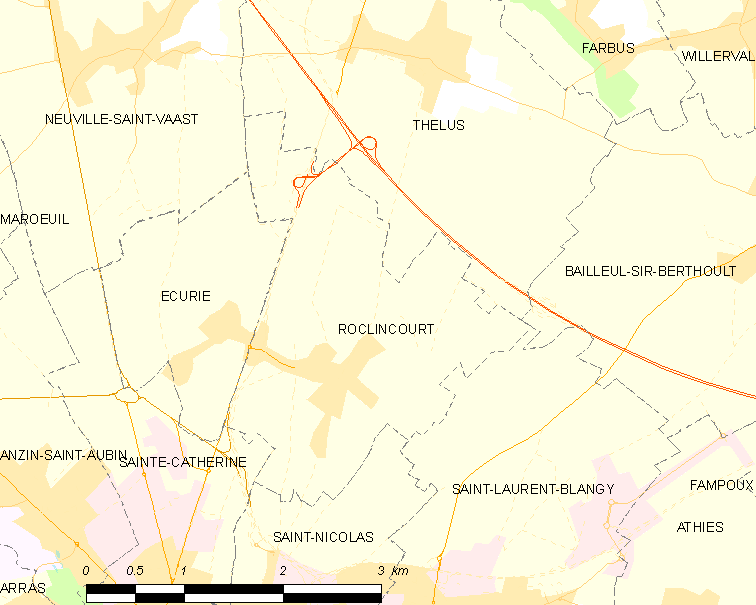
罗克兰库尔的OSM定位图

罗克兰库尔的时区为UTC+01:00、UTC+02:00（夏令时）。

## 行政
罗克兰库尔的邮政编码为62223，INSEE市镇编码为62714。

## 政治
罗克兰库尔所属的省级选区为阿拉斯第一县。

## 人口

1962-2008年间罗克兰库尔人口变化图示

罗克兰库尔于2022年1月1日时的人口数量为786人。